# Liste de musées présidentiels en France
Les musées présidentiels en France sont des musées consacrés aux présidents de la République française ou exposant des cadeaux qu'ils ont reçus dans l'exercice de leurs fonctions, notamment des cadeaux diplomatiques. Ils peuvent être situés dans leur maison natale, dans des lieux où ils ont résidé ou qui leur ont appartenu, ou encore dans des édifices aménagés ou construits à cet effet.
Certains de ces musées, en particulier ceux qui exposent des cadeaux officiels, ont été ouverts par les présidents eux-mêmes, pendant ou après leur mandat.
Plusieurs de ces musées ont reçu le label Maisons des Illustres.

Exemples de collection
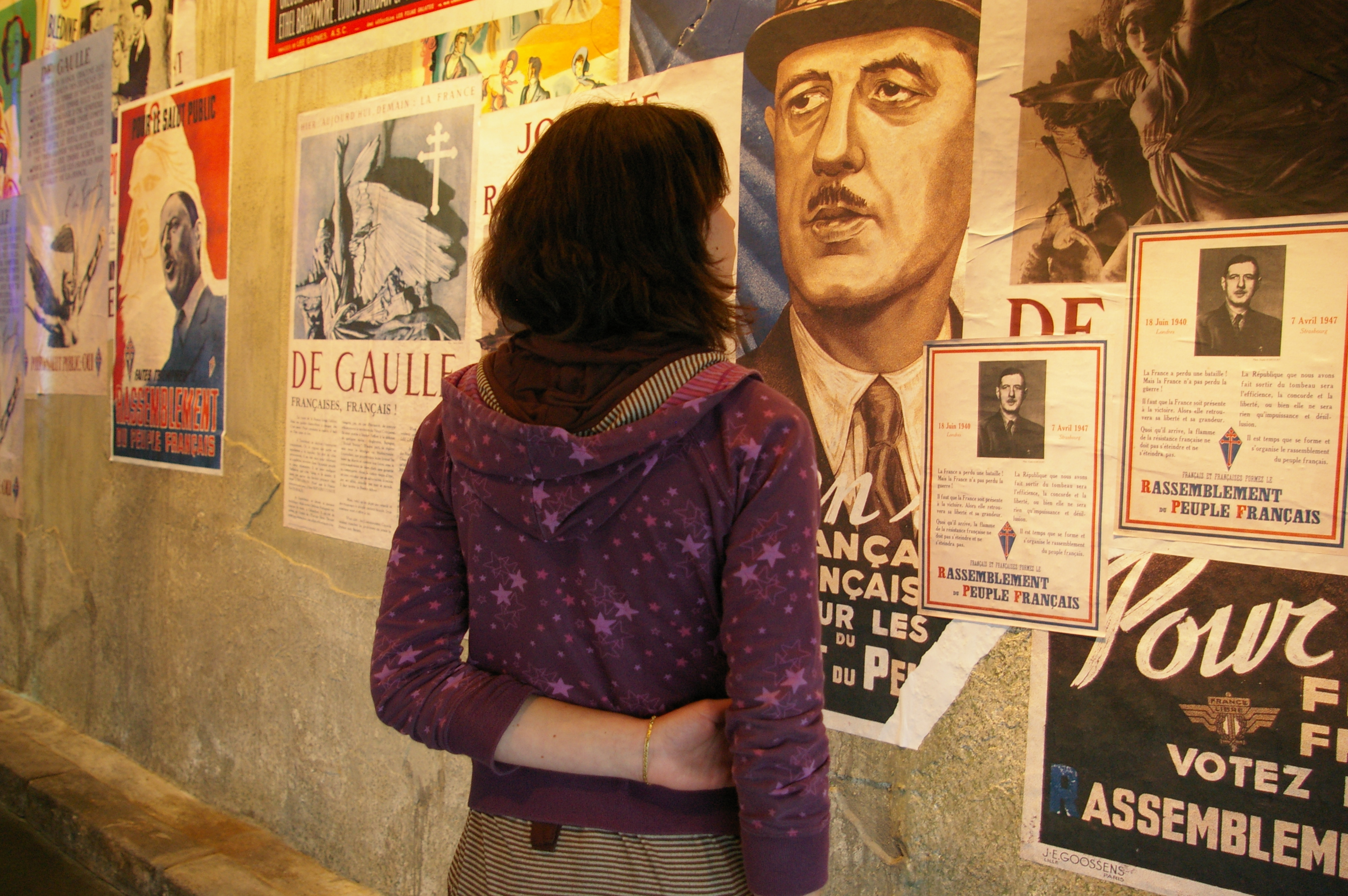
Mémorial de Gaulle à Colombey : salle de l'exposition permanente consacrée à la IVe République et au RPF que de Gaulle a fondé à cette époque.
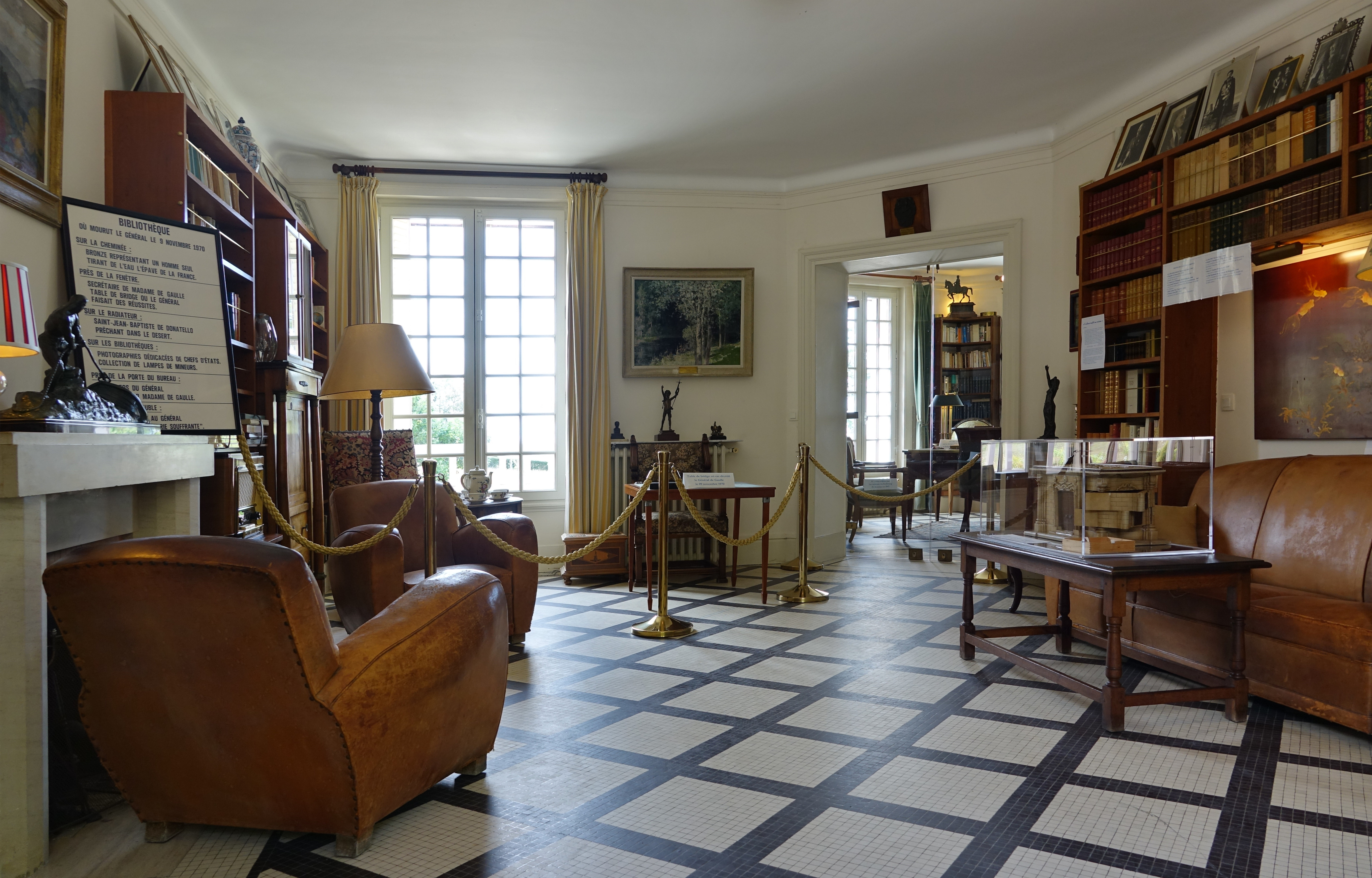
La Boisserie à Colombey : la bibliothèque, où de Gaulle est mort.
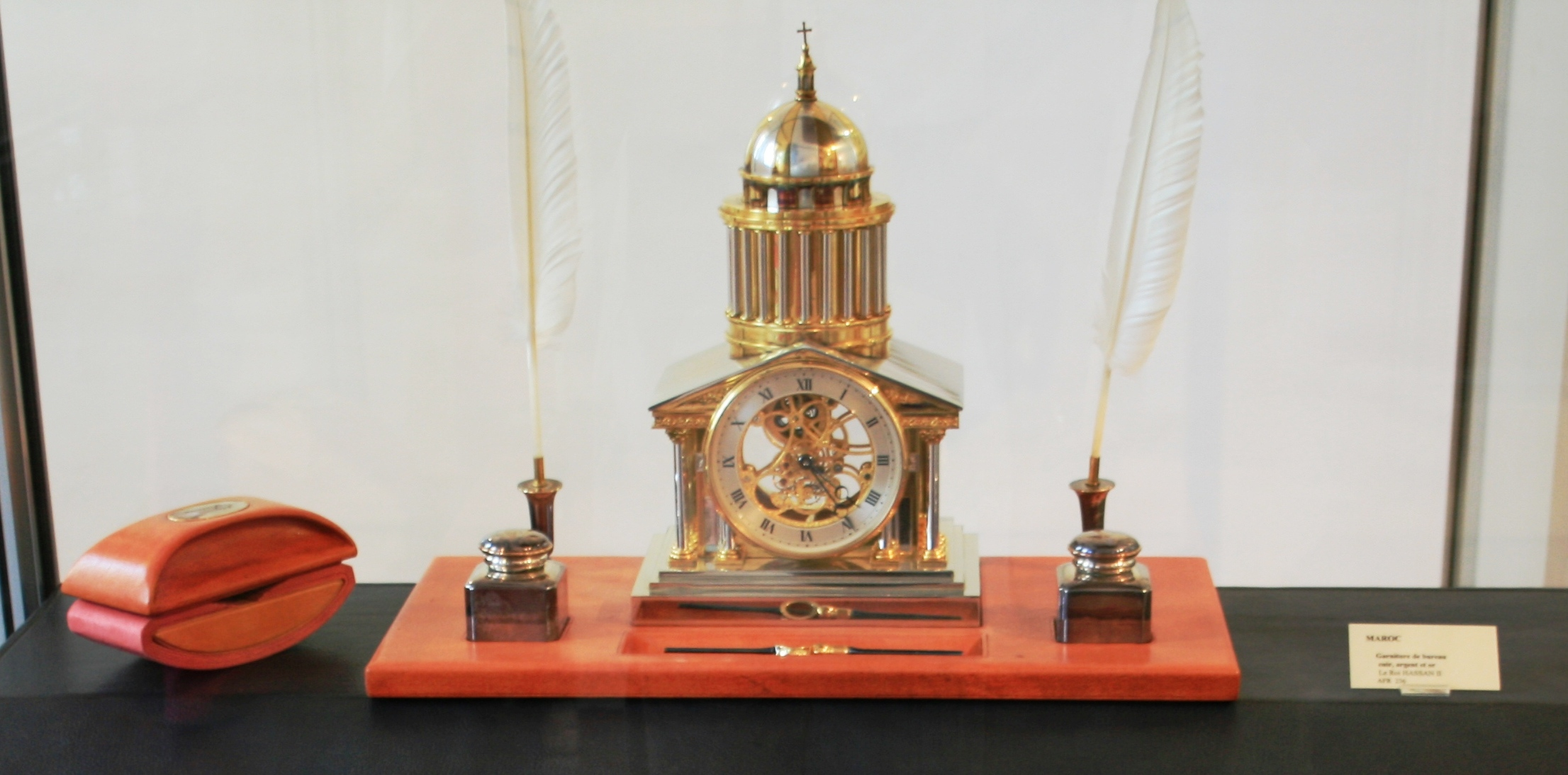
Musée du Septennat à Château-Chinon : nécessaire de bureau offert en 1985 à Mitterrand par le roi du Maroc, Hassan II.
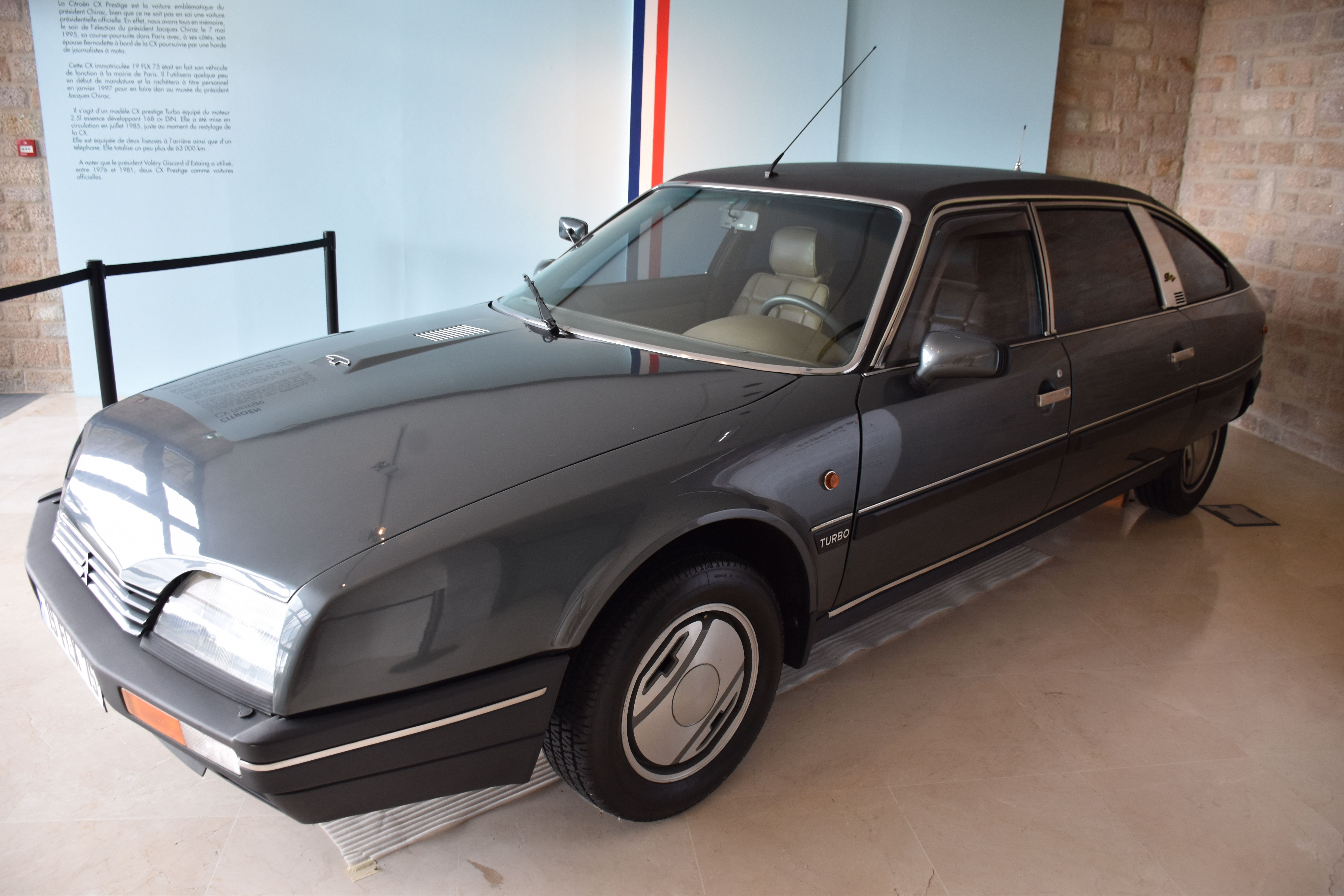
Musée du Président Jacques Chirac à Sarran : Citroën CX Prestige ayant servi de voiture présidentielle.

## Musées présidentiels
| Rép. | Président                | Photo | Musée                                | Type          | Maisons des Illustres | Ouv.      | Commune                    | Dép.        |
| ---- | ------------------------ | ----- | ------------------------------------ | ------------- | --------------------- | --------- | -------------------------- | ----------- |
| IIIe | Raymond Poincaré         |       | Musée Raymond-Poincaré               | Résidence     | Oui                   |           | Sampigny                   | Meuse       |
| IIIe | Gaston Doumergue         |       | Maison natale de Gaston Doumergue    | Maison natale | Oui                   |           | Aigues-Vives               | Gard        |
| Ve   | Charles de Gaulle        |       | Mémorial Charles-de-Gaulle           | Autre         |                       | 1972 2006 | Colombey les Deux Églises  | Haute-Marne |
| Ve   | Charles de Gaulle        |       | La Boisserie                         | Résidence     | Oui                   | 1980      | Colombey les Deux Églises  | Haute-Marne |
| Ve   | Charles de Gaulle        |       | Maison natale de Charles de Gaulle   | Maison natale | Oui                   | 1983      | Lille                      | Nord        |
| Ve   | Charles de Gaulle        |       | Historial Charles de Gaulle          | Autre         |                       | 2008      | Paris, hôtel des Invalides | Paris       |
| Ve   | Georges Pompidou         |       | Musée Georges-Pompidou               | Autre         |                       | 1999      | Montboudif                 | Cantal      |
| Ve   | Valéry Giscard d'Estaing |       | Château d'Estaing                    | Propriété     |                       | 2014      | Estaing                    | Aveyron     |
| Ve   | François Mitterrand      |       | Musée du Septennat                   | Autre         |                       | 1986      | Château-Chinon             | Nièvre      |
| Ve   | François Mitterrand      |       | Musée François-Mitterrand            | Autre         |                       | 1995      | Jarnac                     | Charente    |
| Ve   | François Mitterrand      |       | Maison natale de François Mitterrand | Maison natale | Oui                   | 2006      | Jarnac                     | Charente    |
| Ve   | Jacques Chirac           |       | Musée du Président Jacques Chirac    | Autre         |                       | 2000      | Sarran                     | Corrèze     |

## Musées portant le nom de présidents
Par ailleurs, plusieurs présidents ont décidé de construire ou aménager des musées,, :
- Georges Pompidou : le Centre national d'art et de culture, accueillant des collections d'art moderne et contemporain ;
- Valéry Giscard d'Estaing : le musée d'Orsay, accueillant des collections d'art de la seconde moitié du XIXe et du début du  XXe siècle ;
- François Mitterrand : les grands travaux incluent principalement des projets culturels, dont :
  - le Grand Louvre,
  - l'opéra Bastille,
  - la Cité des sciences et de l'industrie,
  - la Cité de la musique,
  - l'Institut du monde arabe,
  - le site Tolbiac de la bibliothèque nationale de France ;
- Jacques Chirac : le musée du Quai Branly, accueillant des collections d'arts dits premiers ;
- Emmanuel Macron : la Cité internationale de la langue française, consacrée à la langue française et aux cultures francophones.

Bien que certains de ces établissements aient pris, le plus souvent à titre posthume, le nom des présidents qui les ont initiés :
- centre Georges-Pompidou,
- musée de l'Orangerie - Valéry-Giscard-d'Estaing rattaché au musée d'Orsay,
- bibliothèque François-Mitterrand,
- musée du Quai Branly - Jacques-Chirac,

leurs collections ne leur sont pas consacrées.

## Musée de la Présidence
En 2024, la présidence de la République a ouvert la Maison Élysée, un musée situé en face du palais de l'Élysée, la résidence officielle du président. La Maison Élysée est consacrée au palais de l'Élysée, aux symboles de la République et aux cadeaux diplomatiques.